# Coppa Intertoto 1979
La Coppa Intertoto 1979, detta anche Coppa d'Estate 1979, è stata la tredicesima edizione di questa competizione (la diciannovesima, contando anche quelle della Coppa Rappan) gestita dalla SFP, la società di scommesse svizzera.
Non era prevista la fase finale fra le vincitrici della fase a gironi della fase estiva. Le squadre che si imponevano nei singoli raggruppamenti venivano considerate tutte vincenti a pari merito e ricevevano, oltre ad un piccolo trofeo, un cospicuo premio in denaro.

## Partecipanti
| Nazione                   | Squadra                                                                  | Campionato | Note |
| ------------------------- | ------------------------------------------------------------------------ | --- | --- |
| Germania (bandiera)       | Eintracht Braunschweig Werder Brema Duisburg Darmstadt 98                | 9º campionato di Germania Ovest 1978-79 11º campionato di Germania Ovest 1978-79 13º campionato di Germania Ovest 1978-79 18º campionato di Germania Ovest 1978-79                                      | Vincitrice della Coppa Intertoto Girone 4 nell'anno precedente Vincitrice della Coppa Intertoto Girone 1 nell'anno precedente |
| Austria (bandiera)        | Rapid Vienna Austria Salisburgo First Vienna Grazer AK LASK              | 3º campionato d'Austria 1978-79 6º campionato d'Austria 1978-79 8º campionato d'Austria 1978-79 9º campionato d'Austria 1978-79 1º Erste Liga 1978-79                                                   | Vincitrice della Coppa Intertoto Girone 9 nell'anno precedente                                                                |
| Belgio (bandiera)         | Standard Liegi Anversa                                                   | 3º campionato del Belgio 1978-79 7º campionato del Belgio 1978-79 | Vincitrice della Coppa Intertoto Girone 6 nell'anno precedente (edizione di maggio)                                           |
| Cecoslovacchia (bandiera) | Baník Ostrava Zbrojovka Brno Bohemians Praga Slavia Praga Spartak Trnava | Vicecampione di Cecoslovacchia 1978-79 3º campionato di Cecoslovacchia 1978-79 4º campionato di Cecoslovacchia 1978-79 7º campionato di Cecoslovacchia 1978-79 12º campionato di Cecoslovacchia 1978-79 | Vincitrice della Coppa Intertoto Girone 2 nell'anno precedente                                                                |
| Svizzera (bandiera)       | Zurigo Grasshoppers San Gallo Chênois                                    | Vicecampione di Svizzera 1978-79 3º campionato di Svizzera 1978-79 4º campionato di Svizzera 1978-79 2º Poule retrocessione campionato di Svizzera 1978-79                                              | |
| Svezia (bandiera)         | Öster Malmö FF IFK Göteborg Kalmar FF                                    | Campione di Svezia 1978 Vicecampione di Svezia 1978 3º campionato di Svezia 1978 4º campionato di Svezia 1978                                                                                           | Vincitrice Coppa di Svezia 1977-78, Vincitrice della Coppa Intertoto Girone 5 nell'anno precedente                            |
| Danimarca (bandiera)      | Vejle Esbjerg Aarhus OB Odense                                           | Campione di Danimarca 1978 Vicecampione di Danimarca 1978 3º campionato di Danimarca 1978 4º campionato di Danimarca 1978                                                                               | |
| Israele (bandiera)        | Maccabi Netanya                                                          | 3º campionato d'Israele 1978-79 | Vincitrice della Coppa Intertoto Girone 8 nell'anno precedente                                                                |
| Bulgaria (bandiera)       | Slavia Sofia Pirin Blagoevgrad                                           | 4º campionato di Bulgaria 1978-79 9º campionato di Bulgaria 1978-79 | |
| Polonia (bandiera)        | GKS Katowice                                                             | 8º campionato di Polonia 1978-79 | |

## Squadre partecipanti
La fase a gironi del torneo era composta da otto gruppi di quattro squadre ciascuno, le squadre che si imponevano nei singoli raggruppamenti venivano considerate tutte vincenti a pari merito.
Rispetto alla Coppa dell'edizione precedente, le squadre della Jugoslavia e Norvegia non partecipano, rientrano le squadre della  Polonia.
- In giallo le vincitrici dei gironi.

| Girone | Austria            | Belgio         | Bulgaria          | Cecoslovacchia      | Danimarca | Germania Ovest         | Israele         | Polonia      | Svezia       | Svizzera     |
| 1      | Rapid Vienna       | Standard Liegi | -                 | -                   | -         | Werder Brema           | Maccabi Netanya | -            | -            | -            |
| 2      | -                  | Anversa        | -                 | -                   | Vejle     | Duisburg               | -               | -            | -            | Grasshoppers |
| 3      | -                  | -              | -                 | Slavia Praga        | -         | Eintracht Braunschweig | -               | -            | Malmö FF     | San Gallo    |
| 4      | -                  | -              | -                 | Bohemians ČKD Praga | Odense    | -                      | -               | -            | IFK Göteborg | Zurigo       |
| 5      | First Vienna       | -              | -                 | Spartak Trnava      | Esbjerg   | -                      | -               | -            | Kalmar       | -            |
| 6      | LASK               | -              | Slavia Sofia      | Zbrojovka Brno      | -         | -                      | -               | -            | -            | Chênois      |
| 7      | Austria Salisburgo | -              | Pirin Blagoevgrad | -                   | Aarhus    | -                      | -               | GKS Katowice | -            | -            |
| 8      | Grazer AK          | -              | -                 | Baník Ostrava       | -         | Darmstadt              | -               | -            | Öster        | -            |

## Risultati
Date: 30 giugno (1ª giornata), 7 luglio (2ª giornata), 14 luglio (3ª giornata), 21 luglio (4ª giornata), 28 luglio (5ª giornata) e 4 agosto 1979 (6ª giornata).

### Girone 1
| Squadra         | Pti | G | V | N | P | GF | GS | DR |
| --------------- | --- | - | - | - | - | -- | -- | -- |
| Werder Brema    | 11  | 6 | 5 | 1 | 0 | 10 | 4  | +6 |
| Standard Liegi  | 5   | 6 | 2 | 1 | 3 | 10 | 9  | +1 |
| Maccabi Netanya | 4   | 6 | 1 | 2 | 3 | 8  | 10 | −2 |
| Rapid Vienna    | 4   | 6 | 1 | 2 | 3 | 8  | 13 | −5 |

|          | Wer | Sta | Mac | Rap |
| -------- | --- | --- | --- | --- |
| Werder   |     | 3-1 | 1-0 | 2-1 |
| Standard | 1-2 |     | 3-1 | 3-0 |
| Maccabi  | 0-1 | 1-1 |     | 4-2 |
| Rapid    | 1-1 | 2-1 | 2-2 |     |

### Girone 2
| Squadra      | Pti | G | V | N | P | GF | GS | DR |
| ------------ | --- | - | - | - | - | -- | -- | -- |
| Grasshoppers | 7   | 6 | 3 | 1 | 2 | 9  | 10 | −1 |
| Vejle        | 6   | 6 | 2 | 2 | 2 | 10 | 7  | +3 |
| Anversa      | 6   | 6 | 2 | 2 | 2 | 11 | 11 | 0  |
| Duisburg     | 5   | 6 | 1 | 3 | 2 | 7  | 9  | −2 |

|              | Gra | Vej | Anv | Dui |
| ------------ | --- | --- | --- | --- |
| Grasshoppers |     | 1-4 | 2-1 | 2-2 |
| Vejle        | 2-0 |     | 1-2 | 1-2 |
| Anversa      | 1-3 | 2-2 |     | 3-1 |
| Duisburg     | 0-1 | 0-0 | 2-2 |     |

### Girone 3
| Squadra                | Pti | G | V | N | P | GF | GS | DR |
| ---------------------- | --- | - | - | - | - | -- | -- | -- |
| Eintracht Braunschweig | 10  | 6 | 4 | 2 | 0 | 15 | 7  | +8 |
| Malmö FF               | 9   | 6 | 4 | 1 | 1 | 13 | 9  | +4 |
| Slavia IPS Praga       | 5   | 6 | 2 | 1 | 3 | 6  | 9  | −3 |
| San Gallo              | 0   | 6 | 0 | 0 | 6 | 4  | 14 | −9 |

|              | Bra | Mal | Sla | S.G |
| ------------ | --- | --- | --- | --- |
| Braunschweig |     | 3-1 | 2-0 | 3-2 |
| Malmö        | 2-2 |     | 3-1 | 2-1 |
| Slavia       | 1-1 | 1-3 |     | 2-0 |
| San Gallo    | 1-4 | 1-2 | 0-1 |     |

### Girone 4
| Squadra             | Pti | G | V | N | P | GF | GS | DR  |
| ------------------- | --- | - | - | - | - | -- | -- | --- |
| Bohemians ČKD Praga | 9   | 6 | 4 | 1 | 1 | 13 | 10 | +3  |
| IFK Göteborg        | 7   | 6 | 3 | 1 | 2 | 19 | 8  | +11 |
| Zurigo              | 5   | 6 | 2 | 1 | 3 | 9  | 15 | −6  |
| Odense              | 3   | 6 | 1 | 1 | 4 | 10 | 18 | −8  |

|           | Boh | Göt | Zur | Ode |
| --------- | --- | --- | --- | --- |
| Bohemians |     | 3-2 | 2-2 | 4-1 |
| Göteborg  | 4-0 |     | 5-1 | 6-1 |
| Zurigo    | 1-2 | 1-0 |     | 4-3 |
| Odense    | 0-2 | 2-2 | 3-0 |     |

### Girone 5
| Squadra            | Pti | G | V | N | P | GF | GS | DR  |
| ------------------ | --- | - | - | - | - | -- | -- | --- |
| Spartak TAZ Trnava | 10  | 6 | 4 | 2 | 0 | 9  | 3  | +6  |
| Esbjerg            | 7   | 6 | 3 | 1 | 2 | 12 | 8  | +4  |
| Kalmar             | 5   | 6 | 2 | 1 | 3 | 9  | 9  | 0   |
| First Vienna       | 2   | 6 | 0 | 2 | 4 | 4  | 14 | −10 |

|         | Spa | Esb | Kal | Fil |
| ------- | --- | --- | --- | --- |
| Spartak |     | 2-2 | 1-0 | 3-0 |
| Esbjerg | 0-1 |     | 4-2 | 3-1 |
| Kalmar  | 0-1 | 2-1 |     | 3-0 |
| First   | 1-1 | 0-2 | 2-2 |     |

### Girone 6
| Squadra        | Pti | G | V | N | P | GF | GS | DR  |
| -------------- | --- | - | - | - | - | -- | -- | --- |
| Zbrojovka Brno | 10  | 6 | 5 | 0 | 1 | 19 | 5  | +14 |
| Slavia Sofia   | 9   | 6 | 4 | 1 | 1 | 15 | 6  | +9  |
| Chênois        | 3   | 6 | 1 | 1 | 4 | 7  | 17 | −10 |
| LASK           | 2   | 6 | 1 | 0 | 5 | 4  | 17 | −13 |

|           | Zbr | Sla | Chê | Lin |
| --------- | --- | --- | --- | --- |
| Zbrojovka |     | 3-1 | 3-1 | 3-0 |
| Slavia    | 2-0 |     | 2-0 | 4-1 |
| Chênois   | 1-7 | 2-2 |     | 3-0 |
| Linz      | 0-3 | 0-4 | 3-0 |     |

### Girone 7
Nella gara del 8 agosto (ultima giornata) GKS Katowice-Pirin è stato assegnato il 3-0 a tavolino ai padroni di casa.
| Squadra            | Pti | G | V | N | P | GF | GS | DR |
| ------------------ | --- | - | - | - | - | -- | -- | -- |
| Pirin Blagoevgrad  | 8   | 6 | 4 | 0 | 2 | 9  | 6  | +3 |
| GKS Katowice       | 7   | 6 | 2 | 3 | 1 | 5  | 4  | +1 |
| Aarhus             | 6   | 6 | 2 | 2 | 2 | 5  | 5  | 0  |
| Austria Salisburgo | 3   | 6 | 0 | 3 | 3 | 4  | 8  | −4 |

|          | Pir | Kat | Aar | Aus |
| -------- | --- | --- | --- | --- |
| Pirin    |     | 3-0 | 2-0 | 2-0 |
| Katowice | 3-0 |     | 1-0 | 0-0 |
| Aarhus   | 2-0 | 0-0 |     | 1-0 |
| Austria  | 1-2 | 1-1 | 2-2 |     |

### Girone 8
| Squadra           | Pti | G | V | N | P | GF | GS | DR  |
| ----------------- | --- | - | - | - | - | -- | -- | --- |
| Baník Ostrava OKD | 9   | 6 | 4 | 1 | 1 | 14 | 9  | +5  |
| Öster             | 7   | 6 | 2 | 3 | 1 | 14 | 8  | +6  |
| Darmstadt         | 6   | 6 | 1 | 4 | 1 | 6  | 6  | 0   |
| Grazer AK         | 2   | 6 | 0 | 2 | 4 | 7  | 18 | −11 |

|           | Ban | Öst | Dar | GAK |
| --------- | --- | --- | --- | --- |
| Banik     |     | 3-2 | 1-1 | 4-2 |
| Öster     | 4-0 |     | 0-0 | 4-1 |
| Darmstadt | 0-3 | 1-1 |     | 3-0 |
| Grazer AK | 0-3 | 3-3 | 1-1 |     |